# Kodea
Kodea es una organización social fundada en 2015 por Mónica Retamal F. con el objetivo de disminuir la brecha digital mediante el diseño de programas formativos centrados en el desarrollo de habilidades digitales y la promoción de vocaciones en áreas STEM.

## Contexto
Debido a la adopción tecnológica Chile se ha convertido en referente latinoamericano en digitalización. Si bien cuenta con elevados índices de consumo tecnológico, Chile lidera entre los países de la OCDE con la mayor proporción de adultos en el nivel más bajo de habilidades para resolver problemas en entornos tecnológicos, alcanzando casi el 26,8%
La creciente demanda de habilidades digitales avanzadas por parte de las industrias contrasta con la realidad de que el déficit proyectado para 2025 en Colombia, Perú y Chile será de 1,25 millones de personas, según la Alianza del Pacífico. Específicamente, se espera un déficit de 500 mil profesionales en ciberseguridad en América Latina.
Por otro lado, Chile se encuentra en el segundo lugar de Latinoamérica en el Índice Global de Innovación 2023 de la Organización Mundial de la Propiedad Intelectual y, aunque destaca por las inversiones en innovación, estas generan menos productos innovadores de lo esperado, en áreas como conocimiento, tecnología o creatividad.
En el ámbito educativo, solo el 1,4% de los jóvenes posee habilidades del siglo XXI. Además, los nativos digitales reciben su primer celular antes de los 9 años y su uso se destina principalmente al entretenimiento (71%), en lugar de al desarrollo de habilidades digitales avanzadas. 

## Historia
En 2015, Kodea introdujo en Chile una campaña de educación digital de Code.org, para promover la programación entre los estudiantes. Al año siguiente, desarrolló un programa de formación en programación para mujeres y aumentar la participación femenina en la industria digital. En 2017, realizó junto a TVN, El Mercurio y los medios regionales la primera versión del premio de Talento Digital Escolar llamado Los Creadores.
En 2018, el Ministerio de Educación presentó el Plan Nacional de Lenguajes Digitales (PNLD), el cual busca incorporar las Ciencias de la Computación en el sistema escolar nacional. Los contenidos curriculares fueron adaptados por Kodea.
En 2019, Kodea junto a Fundación Chile empezaron a ejecutar un programa de reconversión laboral digital que es parte de un acuerdo de colaboración entre el Ministerio de Hacienda, el Ministerio del Trabajo y Previsión Social (a través de Sence), Corfo e InvestChile.

## Premios
- 2017 Effie Awards Chile categoría “Marketing Social sin fines de lucro”[11]
- 2017 Premio Avonni por la Hora del Código en la categoría educación[12]
- 2020 Eikon por campaña Los Creadores 2020[13]
- 2020 Premio BID Visionarios JK que reconoce a las instituciones que mejoran la vida de las personas de manera innovadora.[14]
- 2022  "Premio Latinoamericano Democracia Digital"[15]
- 2023 Effie Awards Chile categoría “Marketing Social sin fines de lucro” por su campaña de Empoderamiento digital femenino “Mujeres digitalizadas, mujeres conectadas”[16]